# Болотник (список таксонов)
Боло́тник (от рус. болото) — многозначное слово, имеющее прямое отношение к болоту: нечто болотное, живущее в болоте, свойственное для болот или происходящее из болот.
Под научным названием болотник, а равно под такими же тривиальными и местными именами известен большой ряд растений, а также несколько грибов, растущих на болотах, около болот или связанных с болотами. Каких-либо родственных связей между этими растениями в большинстве случаев нет.

## Основные таксоны растений
- Болотник, звездоплавка или каменная роса[1] (лат. Callitriche)[2]:412 — русское научное название для рода широко распространённых водных и наземных цветковых растений из семейства Подорожниковые.
- Болотник (лат. Limnas) — русское научное название для ещё одного рода растений из семейства Злаки. Болотники представляют собой небольшие многолетние травы с узкой метелкой и короткими веточками.[3]:165
- Болотник — обиходное или диалектное название для нескольких широко известных растений из семейства Вересковые, растущих на болотах, около болот или как-то связанных в народном сознании с болотами, в том числе:

- Багульник болотный:58 или пьяная трава (лат. Ledum palustre) — общеизвестное сильно пахнущее растение болот и влажных сосновых лесов, ныне носящее научное название Рододендрон войлочный (лат. Rhododendron tomentosum).
- Подбел многолистный, болотник или бесплодница (лат. Andrómeda polifolia) — ещё один болотный кустарничек из монотипного рода Подбел, получивший название за очень светлую окраску нижней стороны листа.

- Болотник, мозгуша или лесной прущ (лат. Geranium sylvaticum)[1] — одно из народных названий герани лесной, распространённых многолетних травянистых растений с узнаваемыми лиловыми цветами. Часто растёт возле болот.
- Гелониас или болотник[6]:267 (лат. Helonias[1], лат. Helonias bullata)[7]:115 — устаревшее русское научное название для монотипного рода однодольных цветковых растений родом из Северной Америки, соответствующее латинское имя (лат. Helonias) которому было присвоено ещё Карлом Линнеем. Слово гелониас было образовано от др.-греч. έλος, «болото» (обычное место обитания этого растения). В прямом переводе название рода и вида первоначально выглядело как болотник.
- Стрелолист, гусятник или болотник[8]:135 (лат. Sagittaria sagittaefolia)[1] — стрелолист обыкновенный, широко распространённое водное и болотное растение из семейства часту́ховые с характерными стреловидными листьями, иногда выращивается в пищевых целях.
- Болотник или болотница игольчатая (лат. Eleocharis acicularis)[9]:40, также известная как водолю́б или ситня́г[10] — болотное или прибрежное травянистое растение из семейства осоковые с короткими тонкими игольчатыми стеблями и тёмно-бурыми мелкими цветками, собранными в колоски.

#### Грибы
- Болотник или болотовик — народное название также для некоторых съедобных грибов, встречающихся на болотах или возле болот,[11]:262 чаще всего, для козляка́ (козля́ника, козлёнка)[6]:50 (лат. Suillus bovinus) или маслёнка болотного[12] (лат. Suillus flavidus). Также под именем болотника нередко встречается берёзовик белый, известный под научным именем подберёзовик болотный (лат. Leccinum niveum)[13].

## Галерея болотников
- Болотник болотный (Callitriche palustris)
- Багульник болотный (Ledum palustre)
- Подбел многолистный (Andromeda polifolia)
- Герань лесная (Geranium sylvaticum)
- Гелониас пузырчатый (Heonias bullata)
- Стрелолист обыкновенный (Sagittaria sagittifolia)
- Болотница игольчатая (Eleocharis acicularis)
- Козлёнок (Suillus bovinus)
- Маслёнок болотный (Suillus flavidus)
- Подберёзовик болотный (Leccinum holopus)